# Feed Her to the Sharks
Feed Her to the Sharks ist eine 2010 gegründete Metalcore-Band aus Melbourne, Victoria, Australien.

## Geschichte
2010 gründeten Sänger Andrew Van Der Zalm, die beiden Gitarristen Kim Choo und Marinos Katsanevas, sowie Bassist Robert Davies und Schlagzeuger Andrew Cotterell im australischen Melbourne die Band Feed Her to the Sharks. Bereits im Gründungsjahr erschien mit The Beauty of Falling das Debütalbum der Band, welches die Musiker aus eigener Tasche finanzierten.
Im Jahr 2013 folgte mit Savage Seas das zweite Studioalbum, welches ebenfalls ohne Unterstützung einer Plattenfirma produziert und veröffentlicht wurde. Produziert wurde das Album von Fredrik Nordström, welcher bereits für Bring Me the Horizon, Adept und I Killed the Prom Queen arbeitete. Die Single Memory of You wurde vorab auf der Homepage des US-amerikanischen Musikmagazins Revolver vorgestellt. Am 25. März 2014 wurde die Band von der US-amerikanischen Plattenfirma Victory Records unter Vertrag genommen. Die Arbeiten an dem Album, welches ursprünglich im Herbst 2014 erscheinen sollte, begannen bereits im April. Allerdings wurde die Veröffentlichung des Albums, das Fortitude heißt, auf den 15. Februar 2015 verschoben.
Seit ihrer Gründung absolvierte die Gruppe mehrere Konzertreisen durch Australien, darunter als Vorband für Künstler wie Asking Alexandria, Born of Osiris, Suicide Silence, Fit for a King und Buried in Verona. 2013 spielte die Gruppe außerdem auf der Warped Tour in Melbourne. Zwischen dem 4. und 22. Mai 2015 ist die Band erstmals in Europa auf Tournee zu sehen. Die Gruppe spielt mit Aversions Crown und Earth Rot als Vorband für Thy Art Is Murder. Etwa einen Monat später spielt die Gruppe im Rahmen des Mayhem Festivals mit Whitechapel, Sworn In, Code Orange und Sister Sin auf der Victory Stage. Dabei wird die Band auf allen Konzerten in den Vereinigten Staaten und Kanada zu sehen sein.

## Stil
Feed Her to the Sharks spielt eine moderne und melodische Variante des Metalcore, welche mit Synthesizer unterstützt wird. Die Screamings von Andrew Van Der Zalm erinnern, auf dem Album Savage Seas, an Winston McCall auf den ersten Alben von Parkway Drive, während die Cleangesangparts vergleichbar mit dem Gesang von Ahren Stringer von The Amity Affliction sind. Timon Krause beschreibt die vorhandenen Deathcore-Anleihen als vergleichbar mit The Black Dahlia Murder und Emmure. Durch die Einschübe von elektronischen Musikpassagen durch den Gebrauch eines Synthesizers ist auch ein Vergleich mit The Browning oder Shoot the Girl First möglich.

## Diskografie
- 2010: The Beauty of Falling (Album, Eigenproduktion)
- 2013: Savage Seas (Album, Eigenproduktion)
- 2015: Fortitude (Album, Victory Records)